# Uściany Nowe
Uściany Nowe (deutsch Neu Uszanny, 1930 bis 1945 Fichtenwalde, 1946 bis 2014 Nowe Uściany) ist ein Ort in der polnischen Woiwodschaft Ermland-Masuren und gehört zur Gmina Pisz (Stadt- und Landgemeinde Johannisburg) im Powiat Piski (Kreis Johannisburg).

## Geographische Lage
Uściany Nowe liegt im östlichen Süden der Woiwodschaft Ermland-Masuren, 13 Kilometer südwestlich der Kreisstadt Pisz (deutsch Johannisburg).

## Geschichte
Neu Uszanny bestand aus mehreren kleinen Höfen und Gehöften, nachdem es 1822 als Erbpachtdorf gegründet worden war. Einbezogen war die Försterei Jegliak, die wohl bereits 1833 den Namen „Försterei Fichtenwalde“ erhielt. Zwischen 1874 und 1945 war die Landgemeinde Neu Uszanny in den Amtsbezirk Kullik (polnisch Kulik) eingegliedert. 
177 Einwohner zählte Neu Uszanny im Jahre 1910. Am 28. Juli 1930 wurde das Dorf in „Fichtenwalde“ umbenannt. Die Einwohnerzahl belief sich 1933 auf 105 und betrug 1939 noch 98.
In Kriegsfolge kam das Dorf 1945 mit dem gesamten südlichen Ostpreußen zu Polen und erhielt die polnische Namensform „Nowe Uściany“. Sie wurde ab 1. Januar 2015 in „Uściany Nowe“ umgeändert. Das Dorf ist heute eine Ortschaft im Verbund der Stadt- und Landgemeinde Pisz (Johannisburg) im Powiat Piski (Kreis Johannisburg), bis 1998 der Woiwodschaft Suwałki, seither der Woiwodschaft Ermland-Masuren zugehörig.

## Kirche
Neu Uszanny resp. Fichtenwalde war bis 1945 in die evangelische Kirche Turoscheln (1938 bis 1945 Mittenheide, polnisch Turośl) in der Kirchenprovinz Ostpreußen der Kirche der Altpreußischen Union sowie in die römisch-katholische Kirche Johannisburg im Bistum Ermland eingepfarrt.
Heute gehört Uściany Nowe katholischerseits zur Pfarrei Turośl im Bistum Ełk der Römisch-katholischen Kirche in Polen. Die evangelischen Einwohner halten sich zur Kirchengemeinde in der Kreisstadt Pisz in der Diözese Masuren der Evangelisch-Augsburgischen Kirche in Polen.

## Verkehr
Uściany Nowe ist über eine Nebenstraße von Lipa Tylna (Hinter Lippa, 1938 bis 1945 Hinter Oppendorf) bzw. über einen Landweg von Jabłoń (Jablon, 1938 bis 1945 Wasserborn) aus zu erreichen. Eine Bahnanbindung existiert nicht.